# Dark Memories
Dark Memories ist ein US-amerikanischer Horrorfilm aus dem Jahr 2006. Der englische Originaltitel Ring Around the Rosie ist das englische Pendant des Kinderreims „Ringel, Ringel, Reihen“.

## Handlung
Karen Baldwin arbeitet erfolgreich in der Werbebranche, wird aber auch von Albträumen geplagt. Nach dem Tod ihrer Großmutter erbt sie deren Landhaus. Im Sterben erinnert die Großmutter sie daran, dass sie dort zuletzt als 13-Jährige mit ihrer jüngeren Schwester Wendy und dem Großvater war. An einem Wochenende fährt sie mit ihrem Verlobten Jeff dorthin. Unterwegs müssen sie bereits einen toten Hirsch von der Straße räumen. Vor Ort sehen sie sofort, dass das Haus zunächst entrümpelt und renoviert werden muss. Doch Karen kämpft vor allem mit ihrer Unruhe. Eine bestimmte Tür im Haus verunsichert sie, ihr schießen Bilder durch den Kopf und als Jeff in der Nacht Sex mit ihr haben will, fühlt sie sich unwohl. Danach wirft sie einen Blick hinter die geheimnisvolle Tür.
Am nächsten Tag findet sie eine alte Puppe, die Erinnerungen an die Kindheit mit ihrer Schwester weckt. Plötzlich steht ein Pferd vor der Tür. Karen folgt dem Tier und begegnet einem Mann namens Pierce, der sich als Hausmeister vorstellt und um Pferde kümmert. Er wirkt unheimlich auf Karen. Jeffs Frage nach Flitterwochen stört sie. Nach einer weiteren unruhigen Nacht verlässt Jeff das Haus. Karen ist also vorerst mit Pierce allein.
Am Abend hockt sie vor einer Kiste mit alten Fotos, als sie plötzlich schwere Schritte hört. Durch eine Balkontür weht kalte Luft hinein. Karen gerät in Panik und stürzt aus der oberen Etage des Hauses. Pierce fängt sie auf und nimmt sie mit in seine Hütte, von wo sie telefonisch keine Hilfe erreicht. Er sagt ihr, dass er Reisen nur in seinem Kopf unternehme. Nachdem Karen in der Hütte übernachtet hat, lädt Pierce sie zu einem Spaziergang durch den angrenzenden Wald auf, in dem sie als Kind nicht sein durfte. Dabei stürzt sie fast in eine Spalte, doch Pierce rettet sie erneut.
Danach erhält sie überraschend Besuch von Wendy. Als die beiden Schwestern gerade Fotos betrachten und über die Kindheit reden, kommt Pierce herein und bereitet ihnen ein Frühstück zu. Wendy hat Nasenbluten und geht dann nach draußen, wo Pierce sie zum Schaukeln und Holzhacken auffordert. Karen blättert durch ein altes Kinderalbum der Schwestern, bevor sie sieht, wie Pierce zwei Hühner enthauptet. Am Abend erzählt sie Wendy von ihrer Angst und bittet sie, mit ihr im Bett zu übernachten. In der Nacht hat sie einen neuen Albtraum. Sie sieht die jungen Schwestern, die zusammensitzen und „Ring around the Rosie“ singen, und anschließend ihre Schwester in der Gegenwart mit blutigem Gesicht.
Am nächsten Tag vergnügen sich die Schwester gerade bei einer Kissenschlacht, als Pierce Karen zu einem Ausritt abholt. Dabei geht das Pferd durch. Nach einem Bad legt sich Karen abends ins Bett. Sie sieht ihr jüngeres Ich mit der Puppe in der Hand. Sie versucht sich zu beruhigen, folgt aber dann der Stimme, die „Komm spielen“ ruft. Sie sieht einen Streit der jungen Schwestern um die Puppe, bevor ihr junges Ich durch die geheimnisvolle Tür geht. Als Karen den Raum dahinter betritt, taucht plötzlich Pierce auf und versucht sie zu vergewaltigen. Karen rennt hinaus in den Wald und rutscht fast wieder in die Schlucht, bevor Pierce sie rettet. Auf dem Rückweg zum Haus erzählt er ihr etwas über Josef Mengele und dessen Experimente mit Zwillingen. Dabei sei ein Zwilling gefoltert und der andere vermeintlich freundlich behandelt worden.
Am nächsten Tag kommt Deputy Anderson vorbei, weil Jeff Karen nicht erreicht und sich Sorgen macht. Nachdem der Polizist nichts Auffälliges rund um das Haus gesehen hat, fragt Pierce sofort kritisch nach und behauptet, Karen besser schützen zu können. Beim Abendessen flirtet er mit Wendy. Daraufhin will Karen mit Wendy wegfahren, doch das Auto springt nicht an.
Nachdem sie sich übergeben hat, zerschlägt sie einen Spiegel und verletzt sich dabei an der Hand. Statt im Bett entdeckt sie Wendy in der Hütte, wo Pierce sie anschreit. Er stehe auf Wendy, doch diese könne nicht tanzen. Er versucht sie zu vergewaltigen, doch Karen kommt herein und bedroht ihn mit einem allerdings nicht geladenen Gewehr. Sie rammt ihm einen Schürhaken ins Bein, woraufhin er sie mit einem Gürtel verprügelt. Wendy überwältigt Pierce und die Schwestern fliehen ins Haus. Pierce folgt den beiden Frauen und als er die Schwestern erneut angreift, stürzt Wendy im strömenden Regen vom Balkon. Karen sticht den Angreifer mit einer Glasscherbe nieder.
Während sie draußen gerade um die tote Wendy trauert, kommt Jeff auf sie zu. Doch dann ist nichts mehr von der Schwester zu sehen und Jeff sagt, dass Wendy schon seit siebzehn Jahren tot sei. Auch Pierce ist verschwunden und die Hütte ist ein Rumpelkammer. In dem Kinderalbum der Schwestern sieht Karen nun auf einer vorher leeren Seite Zeitungsberichte über einen Unfall, bei dem ein Mädchen in den Tod stürzte. Als sie mit Jeff aus dem Haus geht, sieht sie die junge Wendy mit weißem Kleid im Wald verschwinden. In einer letzten Vision tritt ein Mann an das Bett, in dem die Mädchen schlafen.

## Synchronisation
Die deutsche Synchronisation erfolgte durch die Firma Scalamedia GmbH in München. Dialogregie führte Peter Woratz, das Dialogbuch schrieb Stefan Sidak.
| Rolle         | Schauspieler      | Synchronsprecher   |
| ------------- | ----------------- | ------------------ |
| Karen Baldwin | Gina Philips      | Christine Stichler |
| Wendy         | Jenny Mollen      | Sonja Reichelt     |
| Pierce        | Tom Sizemore      | Thomas Albus       |
| Jeff          | Randall Batinkoff | Martin Halm        |
| junge Karen   | Hayley McFarland  | Marcia von Rebay   |
| junge Wendy   | Krystal Rohrer    | Lara Wurmer        |
| Großmutter    | Frances Bay       | Eva-Maria Lahl     |

## Rezeption
Der Film wurde überwiegend negativ bewertet. Der Rezensent von kino.de schreibt: „Beliebte Spukhausklischees geben sich ein Stelldichein, wenn eine rationale Stadtpflanze Landluft schnuppert und von Dämonen der Vergangenheit belästigt wird in einer der klassischen Schule verpflichteten Gruselmär auf halbem Weg zum Psychothriller.“ Ähnlich äußert sich der Autor bei Filmdienst; er sieht einen „sanftmütige[n] Psychothriller voller Stereotypen, der keines der einschlägigen Geisterhaus-Klischees auslässt“. Bei cinema.de wird der Film ebenfalls kritisiert: „Man wartet und wartet, dass was passiert. Derweil nerven das ständige Spieluhrgeklimper, die nichtssagenden, verwackelten Flashbacks und das Dauergekreische der Mädchen.“ Positiver wertet Christian Genzel bei Mannbeisstfilm: „Sieht man mal davon ab, daß der Spaß recht vorhersehbar ist und der Streifen über weite Strecken recht bemüht ist, ominös zu wirken, gibt es durchaus schlechtere Beschäftigungsmöglichkeiten […]. Die Stimmung sitzt ganz gut, der Spannungsaufbau funktioniert, und der Film hechtet nicht immer nach dem nächstbesten, vorhersehbaren Schockmoment.“